# 塞雷区
塞雷区（法語：Arrondissement de Céret）是法国奧克西塔尼大區东比利牛斯省的一个区。该区在2017年1月东比利牛斯省的区重组之后辖有64个市镇。